# Kim Yong-chol
Kim Yong-chol (* 1945 oder 1946 in der Provinz Ryanggang-do) ist ein nordkoreanischer General und Politiker (PdAK). Er ist Vizepräsident des Zentralkomitees der Partei der Arbeit Koreas.

## Werdegang
Kim begann seine Karriere 1962 bei der Militärpolizei in der Demilitarisierten Zone (DMZ), welche Nord- und Südkorea voneinander trennt. Später wurde er durch die Nordkoreanische Armee und als Leibwächter von Kim Jong-il bekannt. Von 2006 bis 2008 war er der Chefunterhändler Pjöngjangs in interkoreanischen Gesprächen, von 2009 bis 2016 Leiter des Generalbüros für Aufklärung. Derzeit ist er Vizepräsident des Zentralkomitees der Partei der Arbeit Koreas.

## Anwesenheit bei den Olympischen Winterspielen 2018 in Pyeongchang
Als Teil der nordkoreanischen olympischen Delegation wurde Kim am 24. Februar 2018 zur Abschlusszeremonie der Olympischen Winterspiele in Pyeongchang geschickt. Aufgrund der Vorwürfe, dass Kim 2010 für den Angriff auf ein südkoreanisches Marineschiff verantwortlich war, wobei 46 Matrosen ums Leben kamen, war seine Anwesenheit sehr umstritten.
Ein Artikel im Hankook Ilbo warnte, dass Kims Anwesenheit „tobene Wellen“ auf der gesamten koreanischen Halbinsel auslösen könnte. Die Olympischen Spiele wurden ohne Zwischenfälle beendet.

## Diplomatisches Treffen in den USA im Mai 2018

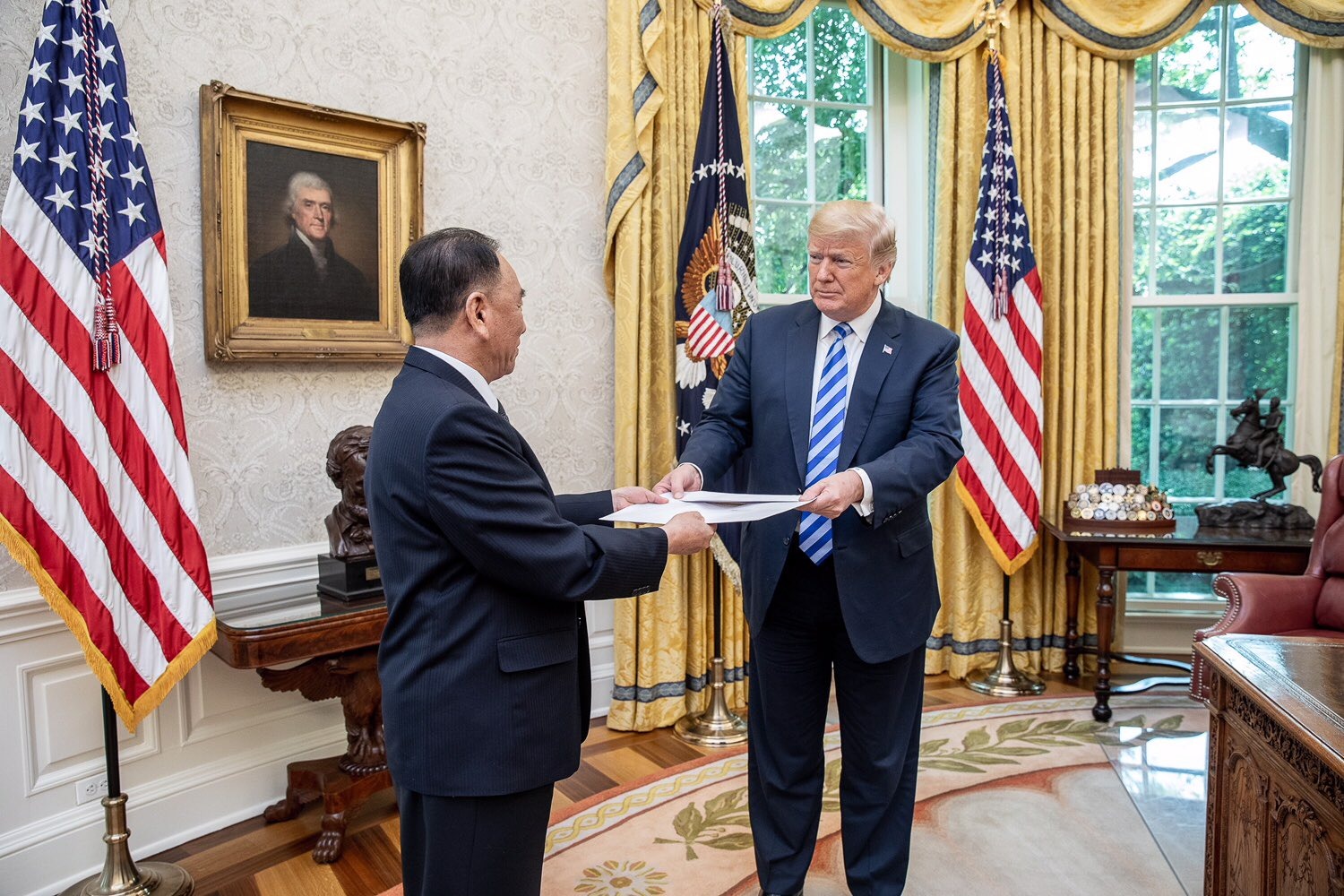
Kim Yong-chol überreicht Präsident Donald Trump den Brief von Kim Jong-un

Am 30. Mai flog Kim über China in die USA, um in New York City mit dem US-Außenminister Mike Pompeo über das Gipfeltreffen zwischen Nordkorea und den USA zu sprechen. Er wurde nahe der Vereinten Nationen in einer Unterkunft der US-Delegation, getrennt von Pompeo, untergebracht.
Am 1. Juni 2018 reiste Kim zu Gesprächen mit Präsident Donald Trump ins Weiße Haus. Dort überreichte er Trump einen von Kim Jong-un an Trump adressierten Brief.
Da Kim US-Sanktionen unterliegt, war für den Besuch eine Befreiung von dieser erforderlich.
Nach dem gescheiterten Gipfeltreffen zwischen Kim Jong-un und Donald Trump, berichtete die südkoreanische Tageszeitung Chuson Ilbo ohne Angabe einer Quelle, dass Kim Hyok-chol nach seiner Rückkehr in Nordkorea noch am Flughafen erschossen wurde. Neben Kim sollen auch vier weitere hochrangige Mitarbeiter des nordkoreanischen Außenministeriums hingerichtet worden sein. Chuson Ilbo nach wurde die Übersetzerin des nordkoreanischen Machthabers Shin Hye Yong in ein Gefangenenlager geschickt. Sie habe ein neues Angebot Kims kurz vor dem Abbruch der Gespräche mit Trump nicht übersetzt. Auch Kim Yong-chol soll in ein Arbeitslager zu Zwangsarbeit gesperrt worden sein. Es erfolgte keine Bestätigung auf nordkoreanischer Seite. Die Berichte stellten sich als falsch heraus. Am 3. Juni 2019 begleitete Kim Yong-chol Kim Jong-un und seine Frau Ri Sol-ju zu einem Konzert in Pjöngjang.